# Platygaster cuspidata
Platygaster cuspidata är en stekelart som beskrevs av Peter Neerup Buhl 2005. Platygaster cuspidata ingår i släktet Platygaster och familjen gallmyggesteklar. Inga underarter finns listade i Catalogue of Life.